# 鍾世耀
锺世耀（？—1861年），字啸溪，浙江仁和（今属杭州市）人，祖籍廣東新會。道光二十一年（1841年）辛丑恩科进士，改庶吉士，散馆授兵部主事。称病归乡。同治元年（1861年），太平军再陷杭州城，授其官职，世耀绝食而死。《清史稿·忠义传》载其事迹。